# Ganodes
Ganodes (лат.) — род наездников-ихневомнид из подсемейства Poemeniinae (Ichneumonidae). Неотропика.

## Описание
Наездники-ихневмониды средних размеров (1 см). От близких групп отличается следующими признаками: (i) тарзальные коготки передних и средних лапок самки с мелкими зубцами и (ii) наличие жилки 3rs-m на переднем крыле. Имеют стройное удлиненное тело с длинным яйцекладом. Препектальный валик отсутствует. Виды рода Ganodes — крупные ихневмониды с разнообразными чёрными, белыми и/или красноватыми узорами на груди.
Кроме того, изученные виды имеют два очень заметных признака: мезоскутум чёрный с двумя парами белых пятен и задние ноги с тазиками и особенно вертлугами очень удлиненными.
Биология Ganodes неизвестна. Однако из-за сходства формы их яйцекладов существует вероятность того, что они имеют сходную жизненную историю с видами рода Pseudorhyssa, которые являются клептопаразитоидами древесных Rhyssinae (Gauld 1991). Эта гипотеза поддерживается Gauld (1991), который сообщил о наблюдении костариканского вида G. matai Gauld, 1991, на дереве, на котором Epirhyssa sp. (Ichneumonidae, Rhyssinae) откладывала яйца.

## Распространение
Род Ganodes имеет неотропическое распространение, он встречается в Центральной Америке и в Южной Америке. Три вида встречаются в Бразилии, также род отмечен в Венесуэле (2 вида), Аргентине, Коста-Рике, Мексике (по 1)и Перу (2).

## Классификация
Около 10 видов.
- Ganodes atayupanquii Castillo & Saaksjarvi, 2014 — Перуанские Анды[1]
- Ganodes balteatus Townes, 1957 — Бразилия[4]
- Ganodes bocaina Díaz, 2008 — Бразилия[2]
- Ganodes garciai Díaz, 2008 — Венесуэла[2]
- Ganodes matai Gauld, 1991 — Коста-Рика, Мексика[5]
- Ganodes mexicanus Díaz, 2008 — Мексика[2]
- Ganodes townesi Díaz, 2008 — Аргентина[2]
- Ganodes wahli Diaz, 2008 — Бразилия, Венесуэла, Перу[2]